# Michael Künzel
Pour les articles homonymes, voir Künzel.
Michael Künzel (né le 24 mai 1973 à Plauen en Saxe) est un patineur de vitesse allemand. Il participe à deux Jeux olympiques.

## Jeux olympiques
- Jeux olympiques d'hiver de 1998 à Nagano  Japon
  - 11e position au 500 mètres.

- Jeux olympiques d'hiver de 2002 à Salt Lake City, Utah  États-Unis
  - 19e position au 500 mètres.
  - 24e position au 1 000 mètres.